# Джайлоо-туризм
Джайлоо-туризм — один з нових видів туризму. Джайлоо-тури влаштовуються в населені корінними народами важкодоступні місця, які віддалені від сучасних цивілізаційних благ, де немає електрики та мобільного зв'язку. Завдяки цьому мешканці міст мають можливість деякий час пожити в середньовічних або навіть первісних умовах. Джайлоо-туризм поширений у внутрішніх областях Африки, джунглях Амазонки, горах та степах Азії, лісах і тундрах Сибіру та Північної Америки.

## Історія

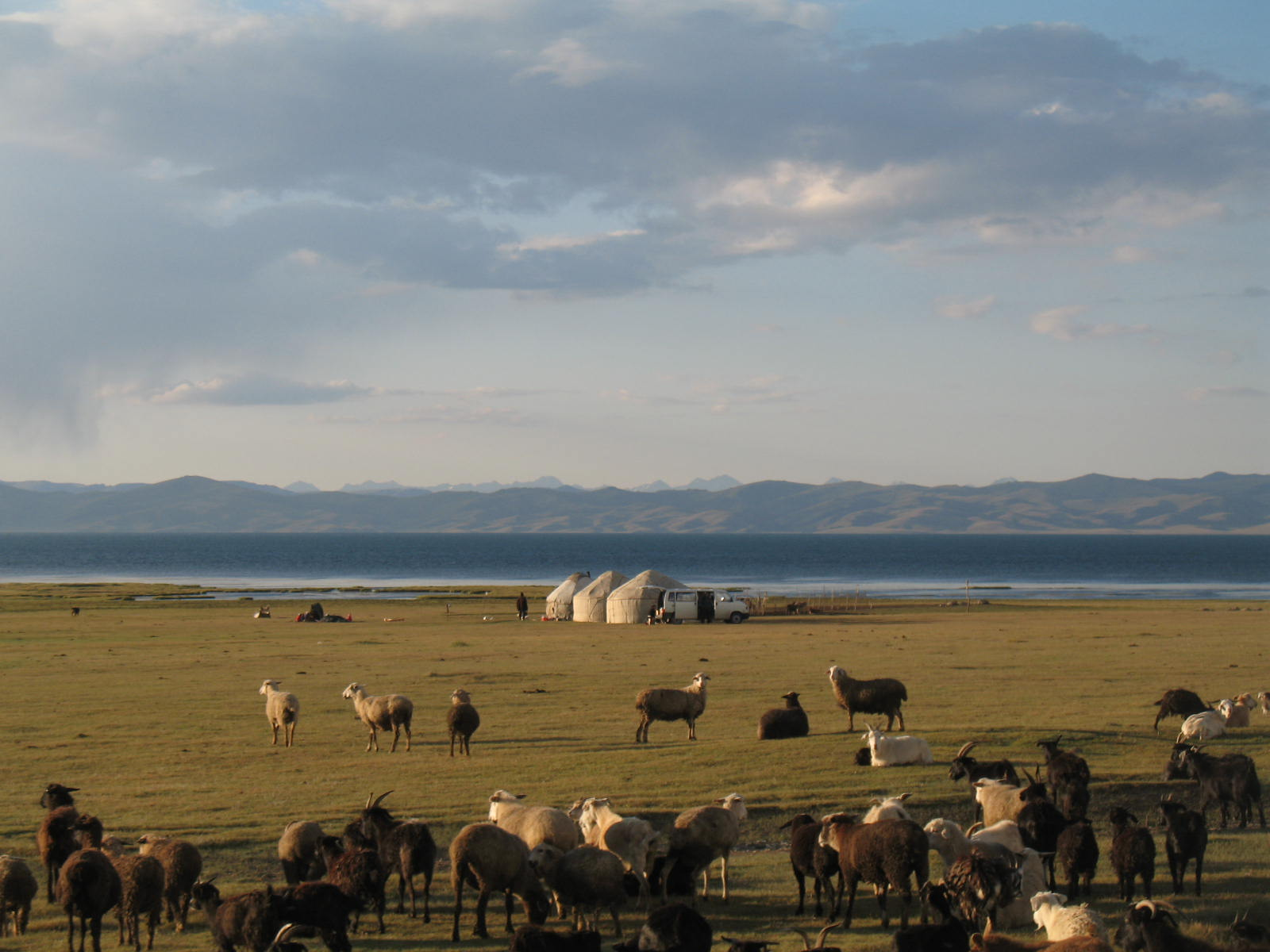
Джайлоо на озері Сонг-Куль в Киргизстані

Назва походить від киргизького слова «жайлоо» [ʤɑilɔ:], що значить альпійський луг, гірське пасовище. Джайлоо-туризм зародився в Киргизстані наприкінці 1990-х років, коли місцевому туроператору прийшла ідея пропонувати туристам із західних країн пожити деякий час в юртах життям гірського чабана. Першими джайлоо-тури випробували туристи із Швейцарії, Німеччини, Великої Британії та Росії. Вони провели тиждень на гірському пасовищі, їли коржі, баранину та кумис, спали на підлозі юрти. Результати експерименту перевищили очікування, тепер джайлоо-туризм включили в свої послуги багато провідних турфірм світу.
Європейці і раніше жили серед племен Африки, Азії та Америки, проте в основному це були мандрівники, зоологи, етнографи та інші дослідники, що збирають інформацію для наукових робіт. Джайлоо-туризм не потребує від відпочивальників детального вивчення місцевих звичаїв, ритуалів та побуту, а пропонує поринути в них, відчути себе одним із членів місцевої спільноти. Будучи порівняно екстремальним активним відпочинком, джайлоо-тури підходять далеко не всім, туроператори не рекомендують його туристам з малими дітьми і особам зі слабким здоров'ям. Не дивлячись на те, що турфірми забезпечують джайлоо-туристів досвідченими провідниками, Тянь-Шань чи Амазонія завжди можуть принести несподівані сюрпризи.